# Kellian van der Kaap
Kellian van der Kaap (Groningen, 8 november 1998) is een Nederlands voetballer van Kameroense afkomst die als verdediger speelt.

## Carrière
Kellian van der Kaap speelde in de jeugd van SV Marum, FC Groningen en Be Quick 1887. In 2017 vertrok hij naar Harkemase Boys, waar hij een jaar in de Derde divisie zaterdag speelde. Na een jaar bij competitiegenoot Jong FC Groningen tekende Van der Kaap in 2019 een contract voor een jaar bij SC Cambuur, waar hij zijn debuut in het betaald voetbal maakte. Dit was op 13 september 2019, in de met 5-1 gewonnen thuiswedstrijd tegen Helmond Sport. Hij kwam in de 85e minuut in het veld voor Calvin Mac-Intosch.
In september 2020 ging hij naar het Israëlische Maccabi Netanja, wat een bedrag van vijftig duizend euro voor hem betaalde. In 2021 speelde hij voor het Deense Viborg FF. In januari 2022 ging hij voor het Bulgaarse Levski Sofia spelen waarmee hij dat seizoen direct de Bulgaarse voetbalbeker won.

### Statistieken
| Seizoen                        | Club              | Land           | Competitie             | Competitie | Competitie | Beker | Beker | Totaal | Totaal |
| Seizoen                        | Club              | Land           | Competitie             | Wed.       | Dlp.       | Wed.  | Dlp.  | Wed.   | Dlp.   |
| ------------------------------ | ----------------- | -------------- | ---------------------- | ---------- | ---------- | ----- | ----- | ------ | ------ |
| 2017/18                        | Harkemase Boys    | Nederland      | Derde divisie zaterdag | 29         | 2          | 0     | 0     | 29     | 2      |
| 2018/19                        | Jong FC Groningen | Nederland      | Derde divisie zaterdag | 31         | 2          | –     | –     | 31     | 2      |
| 2019/20                        | SC Cambuur        | Nederland      | Eerste divisie         | 10         | 1          | 2     | 0     | 12     | 1      |
| 2020/21                        | SC Cambuur        | Nederland      | Eerste divisie         | 1          | 0          | 0     | 0     | 1      | 0      |
| 2020/21                        | Maccabi Netanja   | Israël         | Ligat Ha'Al            | 26         | 1          | 2     | 0     | 28     | 1      |
| 2021/22                        | Viborg FF         | Denemarken     | Superligaen            | 1          | 0          | 1     | 0     | 2      | 0      |
| Carrièretotaal                 | Carrièretotaal    | Carrièretotaal | Carrièretotaal         | 98         | 6          | 5     | 0     | 103    | 6      |
| Bijgewerkt op 10 december 2021 |                   |                |                        |            |            |       |       |        |        |